# オジー&ドリックス
オジー&ドリックス(Ozzy & DrixまたはThe Fantastic Voyage Adventures of Osmosis Jones & Drixenol)は、 アメリカ合衆国のテレビアニメシリーズ。 原作は ワーナー・ブラザースの 映画（監督：ファレリー兄弟）『バクテリア・ウォーズ』
この作品の舞台はティーンエイジャー・ヘクター (本編中ではヘクターシティとなっている)の体内である。
アメリカ合衆国ではKids' WBで2002年9月14日から2004年7月5日まで放送された。日本では2005年3月7日から4月9日までカートゥーンネットワークで放送された。

## あらすじ
フランクの体内で風邪のウイルスであるスカーレットを追っていたオジーと風邪薬のドリックスは、フランクが蚊に血を吸われたせいでヘクターという少年の体内に移される。
私立探偵として認識されたオジーらは、ヘクターをさまざまな脅威から救うことにするのだった。

## 登場キャラクター

### メインキャラクター
オジー
声 - フィル・ラマール/うえだゆうじ
白血球。
ドリックス
声 - ジェフ・ベネット/大西健晴
風邪薬。ヘクターの左目の網膜に事務所を構えている。また、オジーの車の後部座席に無断でスーパーコンピュータを取りつけている。

### ヘクター・シティとその住人達
マリア
声 - タシア・ヴァレンザ/北西純子
ヘクター・シティの警官である白血球。
マクシムス警部（Chief Gluteus）
声 - ジム・カミングス/いずみ尚
ヘクター・シティの警察の警部で、意地悪な性格。なお、彼のフルネームの由来は大臀筋を表す英語Gluteus Maximusからきている。
ポール・スプリーマン声 -アラナ・ユーバック /日野未歩
ヘクター・シティの市長で、いたずら好きな少年。
Ellen Patella
ヴィヴィカ・A・フォックス
ヘクター・シティの新しい住民の住所の手続きを手伝う弁護士。

### 人間たち
ヘクター(Hector Cruz)
声 - ジャスティン・コーデン/笹田貴之
この作品の舞台となるキューバ系アメリカ人の少年。女の子と音楽に興味がある。向こう見ずな性格ゆえに、トラブルをよく起こす。
クリスティーンに恋した際は、彼女の為に喫煙をやめた。
トラヴィス
ヘクターの友人であるアジア系アメリカ人。
クリスティーン
声 - キンバリー・ブルックス
ヘクターの片思いの相手。
フランク

### 敵
スカーレット
声 - ティム・カリー
猩紅熱ウイルス。
Ernst Strepfinger
声 - ブラッド・ギャレットとジェフ・カミングス/
ヘクターを病に陥らせようとする連鎖球菌コンビ

### その他
シリア
声 - /水落幸子
General Malaise
声 - チャーリー・アドラー
キニーネ船長
声 - ジェームズ・ベルーシ/石川ひろあき
The Mole
声 - ジェフリー・タンバー/

## サブタイトル
| #  | サブタイトル                        | 原題                              | 放送日        |
| -- | ----------------------------------- | --------------------------------- | ------------- |
| 1  | ヘクターシティへお引越し            | Home With Hector                  | 2005年 3月7日 |
| 2  | ケンカは誰のせい？                  | Reflex                            | 3月8日        |
| 3  | ウィルスフィンガー                  | Strep-Finger                      | 3月9日        |
| 4  | シラミ退治！                        | A Lousy Haircut                   | 3月10日       |
| 5  | ワンワン騒動                        | Oh My Dog                         | 3月11日       |
| 6  | ワルになりたいドリックス            | Street Up                         | 3月14日       |
| 7  | 恐怖のガス                          | Gas Of Doom                       | 3月15日       |
| 8  | ニコチンの陰謀                      | Where There's Smoke               | 3月16日       |
| 9  | 侵入！サルモネラギャング団          | The Globfather                    | 3月17日       |
| 10 | オジー ママになる!?                 | Ozzy Jr.                          | 3月18日       |
| 11 | 市長選挙で大騒ぎ                    | Growth                            | 3月21日       |
| 12 | 砂糖は甘くない!?                    | Sugar Shock                       | 3月22日       |
| 13 | 夢の共演                            | The Dream Factory                 | 3月23日       |
| 14 | 大ピンチ！クリスティーンシティ 前編 | An Out Of Body Experience, Part 1 | 3月24日       |
| 15 | 大ピンチ！クリスティーンシティ 後編 | An Out Of Body Experience, Part 2 | 3月25日       |
| 16 | ヘクターシティ大停電                | Lights Out!                       | 3月28日       |
| 17 | 寄生虫がやってきた                  | The Conqueror Worm                | 3月29日       |
| 18 | ヘクターシティ思春期パニック!?      | Puberty Alert                     | 3月30日       |
| 19 | マリアとリカルド                    | Tricky Ricardo                    | 3月31日       |
| 20 | ドリックスのおばさん                | Aunti Histamine                   | 4月1日        |
| 21 | 悪玉コレステロール                  | A Growing Cell                    | 4月4日        |
| 22 | 氷河期を食い止めろ!                 | A Cold Day In Hector              | 4月5日        |
| 23 | 正義の味方 サプリメント軍団         | Supplements                       | 4月6日        |
| 24 | 2人のオジー                         | Double Dose                       | 4月7日        |
| 25 | 盲腸は超タイヘン!                   | Nature Calls                      | 4月8日        |
| 26 | 歯は大切に                          | Cavities                          | 4月9日        |